# 島津忠夫文庫
島津忠夫文庫（しまづただおぶんこ）は、岐阜県郡上市大和町にある文庫。古今伝授の里フィールドミュージアム内にあり、国文学者の島津忠夫から寄贈された蔵書を収蔵している。

## 沿革
島津は和歌や連歌などの古典文学、文学史、現代短歌、演劇などの研究・評論を行っている国文学者である。1988年に岐阜県郡上郡大和町（現・郡上市）の明建神社で薪能「くるす桜」を観能したのを機に、1989年からは東家文書の整理に携わり、1992年には大和町の文学顧問に就任して古今伝授の里フィールドミュージアムの建設に携わった。2008年には島津が郡上市に対して蔵書を寄贈し、郡上市は島津忠夫文庫を開設した。
その後、郡上市役所大和庁舎の3階にあった島津忠夫文庫の移転が検討され、2019年8月に古今伝授の里フィールドミュージアムに開館した「短歌の里交流館よぶこどり」内に収蔵されることとなった。

## 蔵書
図書を約7,000冊、雑誌を約5,000冊所蔵している。主に国文学の図書資料を所蔵しているが、物語に加えて「宝塚から能」までの芸能資料も充実している。評論、個人歌集、短歌雑誌なども多く所蔵している。また島津忠夫文庫に関連して、古今伝授の里フィールドミュージアムには岐阜県図書館にあった小瀬文庫を移管して設立した大和文庫（短歌図書館）もある。古今伝授の里フィールドミュージアムの初代名誉館長である小瀬洋喜が寄贈した蔵書に加えて、全国の歌人から寄贈された歌集を所蔵している。